# Hollywood (comté de Wicklow)
Pour les articles homonymes, voir Hollywood (homonymie).
Hollywood, anciennement Killinkeyvin (en irlandais : Cillín Chaoimhín, littéralement « petite église de Kevin »), est un village du comté de Wicklow en Irlande. Il est situé dans l'ouest des montagnes de Wicklow à 186 mètres d'altitude en moyenne. Il comptait 672 habitants en 2006 bien que le bourg ne réunisse qu'une petite centaine d'habitants.